# Песцидла
Песцидла (пол. Pieścidła) — село в Польщі, у гміні Нарушево Плонського повіту Мазовецького воєводства.
Населення — 202 особи (2011).
У 1975-1998 роках село належало до Цехановського воєводства.

## Демографія
Демографічна структура станом на 31 березня 2011 року:
|          | Загалом | Допрацездатний вік | Працездатний вік | Постпрацездатний вік |
| -------- | ------- | ------------------ | ---------------- | -------------------- |
| Чоловіки | 110     | 28                 | 74               | 8                    |
| Жінки    | 92      | 22                 | 52               | 18                   |
| Разом    | 202     | 50                 | 126              | 26                   |